# Город (цикл Блока)

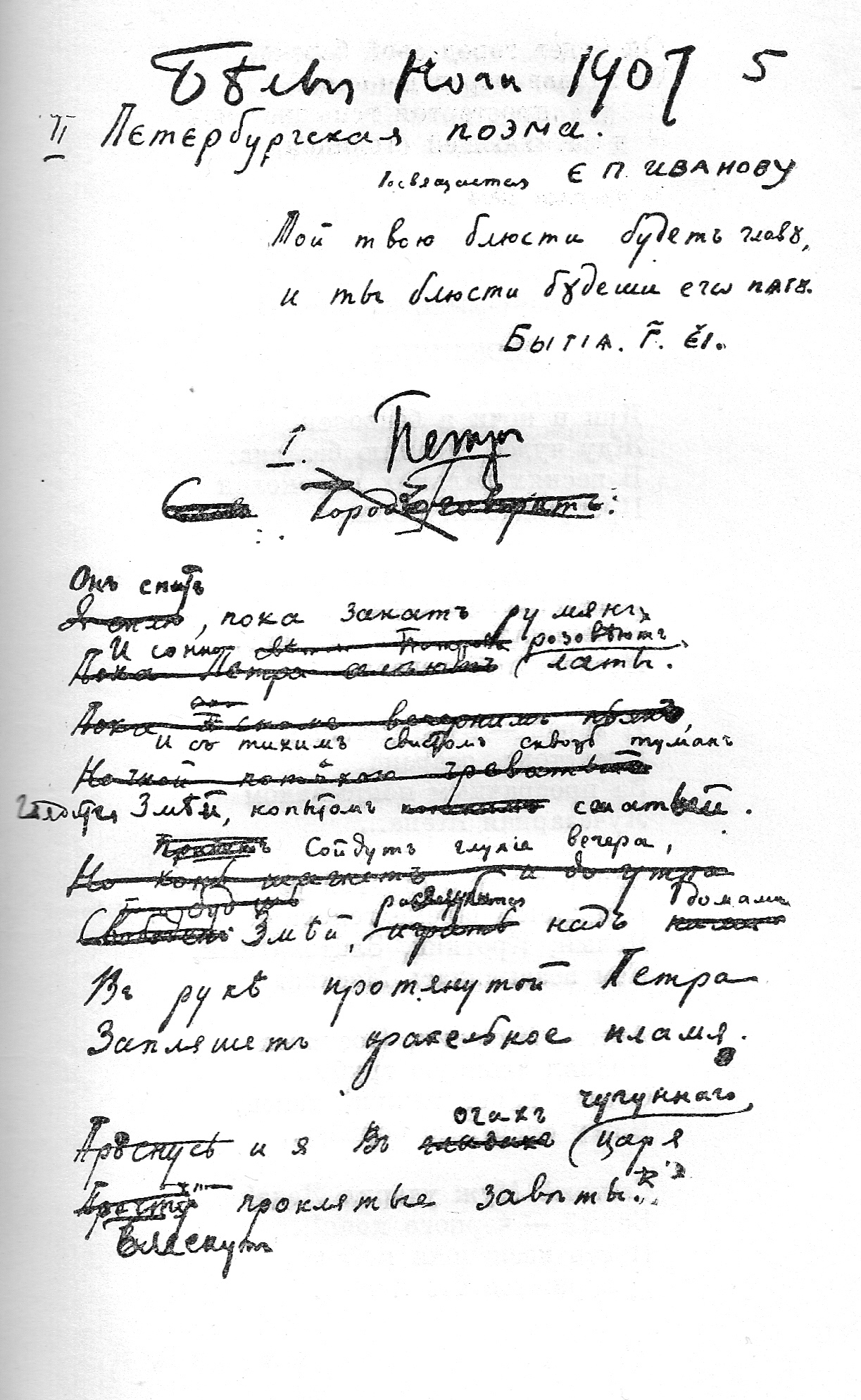
Беловой автограф стихотворения «Петр» (1904, с правкой 1907)

«Город» — цикл стихов Александра Блока, написанных в 1904—1908 годах (т. е. в период, на который пришлись первая русская революция и русско-японская война). Посвящён не называемому по имени, но очевидному Петербургу.

## Особенности тематики и поэтики
Поэтика цикла во многом построена на синонимичных антитезах: солнце — мрак, город — природа, свобода — несвобода. Постоянный образ — «пыльный город». Для Блока город с фабричными гарью и трубами — растлитель, чуть ли не насильник. Единственное спасение, предлагаемое поэтом, — побег: 
 Здесь недоступны неба своды

 Сквозь дым и прах!

 Бежим, бежим, дитя природы,

 Простор – в полях!
(«Бежим, бежим, дитя свободы», 1900).
Петербург предстаёт как город, в котором грань между реальностью и «иными мирами» истончается. В цикле сильны эсхатологические мотивы (первое стихотворение — «Последний день»).

## Список стихотворений
- Последний день («Ранним утром, когда люди ленились шевелиться…»)[3]
- Пётр («Он спит, пока закат румян…»)
- Поединок («Дни и ночи я безволен…»)
- Обман («В пустом переулке весенние воды…»)
- «Вечность бросила в город…»
- «Город в красные пределы…»
- «Я жалобной рукой сжимаю свой костыль…»
- Гимн («В пыльный город небесный кузнец прикатил…»)
- «Поднимались из тьмы погребов…»
- «В высь изверженные ды́мы…»
- «Блеснуло в глазах. Метнулось в мечте…»
- «День поблёк, изящный и невинный…»
- «В кабаках, в переулках, в извивах…»
- «Барка жизни встала…»
- «Улица, улица…»
- Повесть («В окнах, занавешенных сетью мокрой пыли…»)
- «Иду — и всё мимолётно…»
- Песенка («Она поёт в печной трубе…»)
- Легенда («Господь, ты слышишь? Господь, простишь ли?..»)
- «Я вам поведал неземное…»
- Невидимка («Веселье в ночном кабаке…»)
- Митинг («Он говорил умно и резко…»)
- «Вися над городом всемирным…»
- «Ещё прекрасно серое небо…»
- «Ты проходишь без улыбки…»
- Перстень-страдание («Шёл я по улице, горем убитый…»)
- Сытые («Они давно меня томили…»)
- «Лазурью бледной месяц плыл…»
- «Твоё лицо бледней, чем было…»
- Незнакомка («По вечерам над ресторанами…»)
- «Там дамы щеголяют модами…»
- «Передвечернею порою…»
- Холодный день («Мы встретились с тобою в храме…»)
- В октябре («Открыл окно. Какая хмурая…»)
- «К вечеру вышло тихое солнце…»
- «Ночь. Город угомонился…»
- «Я в четырёх стенах — убитый…»
- Окна во двор («Одна мне осталась надежда…»)
- «Хожу, брожу понурый…»
- Пожар («Понеслись, блеснули в очи…»)
- «На серые камни ложилась дремота…»
- «Ты смотришь в очи ясным зорям…»
- На чердаке («Что на свете выше…»)
- Клеопатра («Открыт паноптикум печальный…»)
- Не пришёл на свиданье («Поздним вечером ждала…»)